# Municipio de Fairfield (condado de Shiawassee)
El municipio de Fairfield (en inglés: Fairfield Township) es un municipio ubicado en el condado de Shiawassee en el estado estadounidense de Míchigan. En el año 2010 tenía una población de 755 habitantes y una densidad poblacional de 11,63 personas por km².

## Geografía
El municipio de Fairfield se encuentra ubicado en las coordenadas 43°4′51″N 84°20′16″O / 43.08083, -84.33778. Según la Oficina del Censo de los Estados Unidos, el municipio tiene una superficie total de 64.94 km², de la cual 64,91 km² corresponden a tierra firme y (0,04 %) 0,03 km² es agua.

## Demografía
Según el censo de 2010, había 755 personas residiendo en el municipio de Fairfield. La densidad de población era de 11,63 hab./km². De los 755 habitantes, el municipio de Fairfield estaba compuesto por el 97,75 % blancos, el 0,26 % eran afroamericanos, el 0,13 % eran amerindios, el 0,53 % eran de otras razas y el 1,32 % eran de una mezcla de razas. Del total de la población el 3,18 % eran hispanos o latinos de cualquier raza.